# Raymond (Maine)
Raymond – miasto w Stanach Zjednoczonych, w stanie Maine, w hrabstwie Cumberland.
Z Raymond pochodzi Kirsten Clark, amerykańska narciarka alpejska, wicemistrzyni świata.